# Миодраг Поповић (електротехничар)
Миодраг Поповић (Врање, 16. јул 1948) је редовни професор у пензији, некадашњи декан Електротехничког факултета и проректор Универзитета у Београду.

## Биографија
Рођен је 16. јула 1948. године у Врању у учитељској породици од оца Владана и мајке Даринке (рођ. Кнежевић). Гимназију је завршио у Врању 1967. године, као ђак генерације. Дипломирао је на Електротехничком факултету у Београду, 1972. године као најбољи студент у генерацији. На истом Факултету је одбранио магистарску тезу 1975. године и докторску дисертацију 1979. године. По дипломирању запослио се као сарадник у Институту “Михаило Пупин” у Београду, али је већ октобра 1972. изабран за асистента на Електротехничком факултету. У звање доцента изабран је 1981. год, у звање ванредног професора 1988. год, а у звање редовног професора 1994. год. Од 1996. па до 2006. године био је шеф Катедре за електронику. Био је продекан Електротехничког факултета у два мандата 1987-91, а марта 2007. изабран је за Декана Електротехничког факултета у Београду. Био је председник Стручног већа за електротехничке науке Универзитета у Београду 1996-98. и 2000-02. и члан Одбора за електротехнику при Министарству за науку. Од 1.10.2012. је проректор за финансије и организацију Универзитета у Београду. Дописни члан Академије Инжењерских Наука Србије (АИНС) је од 2007. године.
Пре пензионисања изводио је наставу на предметима Сигнали и системи, Дигитална обрада сигнала и Дигитална обрада слике, на основним студијама, као и на предмету Дигитални процесори сигнала на мастер студијама на Одсеку за Електронику Електротехничког факултета.
Ожењен је и са супругом Жељком има сина Владана.

## Научни рад
Сам или са коауторима је објавио око 200 радова у часописима или зборницима симпозијума, конференција и конгреса. Објавио је једно поглавље у интернационалној монографији у издању познатог издавача Springer-Verlag. Под његовим руководством урађено је и одбрањено више десетина дипломских радова, 17 магистарских теза и 4 докторске дисертације. Аутор је или коаутор преко 20 пројеката, елабората и студија из области обраде сигнала и електронике. Руководио је великим бројем научних или образовних пројеката или потпројеката финансираних од стране националних или међународних организација. Био је члан више од 20 програмских и научних комитета међународних или националних конференција. Члан је више интернационалних стручних организација (IEEE, EURASIP, Pattern Recognition Society, ЕТРАН, Друштво за телекомуникације,...). Рецензент је радова у интернационалним часописима: IEEE Transactions on Signal Processing, IEEE Signal Processing Letters, IEE Proceedings: Vision, Speech and Signal Processing, Electronics Letters, као и у свим домаћим часописима.
Аутор је или коаутор седам универзитетских уџбеника од којих су неки доживели велики број издања. Три уџбеника су били прве универзитетске публикације на српском језику у одговарајућим областима.
Почев од 1972 бавио се научним радом у више области електротехнике и рачунарства. У прву групу спадају радови посвећени пројектовању аналогних (пасивних, микроталасних и активних) филтара. Из ове групе посебно треба издвојити рад који је поводом годишњице IEEE Circuits and Systems Society истакнут као један од највећих допиноса научника из Европе пројектовању филтарских функција са линеарном фазом. Резултати овог рада искоришћени су у конструкцији прве генерације Nokia мобилних телефона. Друга група радова везана је за брзе алгоритме за обраду сигнала, који се често цитирају у литератури. На крају, трећа група радова се односи на дигиталну обраду биомедицинских сигнала. Неки од ових радова су публиковани у водећим биомедицинским часописима и значајно су утицали на истраживања других научника у одговарајућим областима. Посебно нагласити да су многи публиковани научни резултати нашли практичну примену, како у стручним радовима самог аутора, тако и у реализацијама других аутора и компанија. Према непотпуним подацима, радови др. Поповића су цитирани преко 80 пута у публикацијама других аутора.
Добио више награда за успех на студијама. За свој дипломски рад је добио Октобарску награду Београда за студентске радове, 1972. год. На конференцији ЕТАН-а у Струги 1983. год добио је награду за најбољи рад у Секцији за електрична кола и системе.